# Cultura di Knovíz

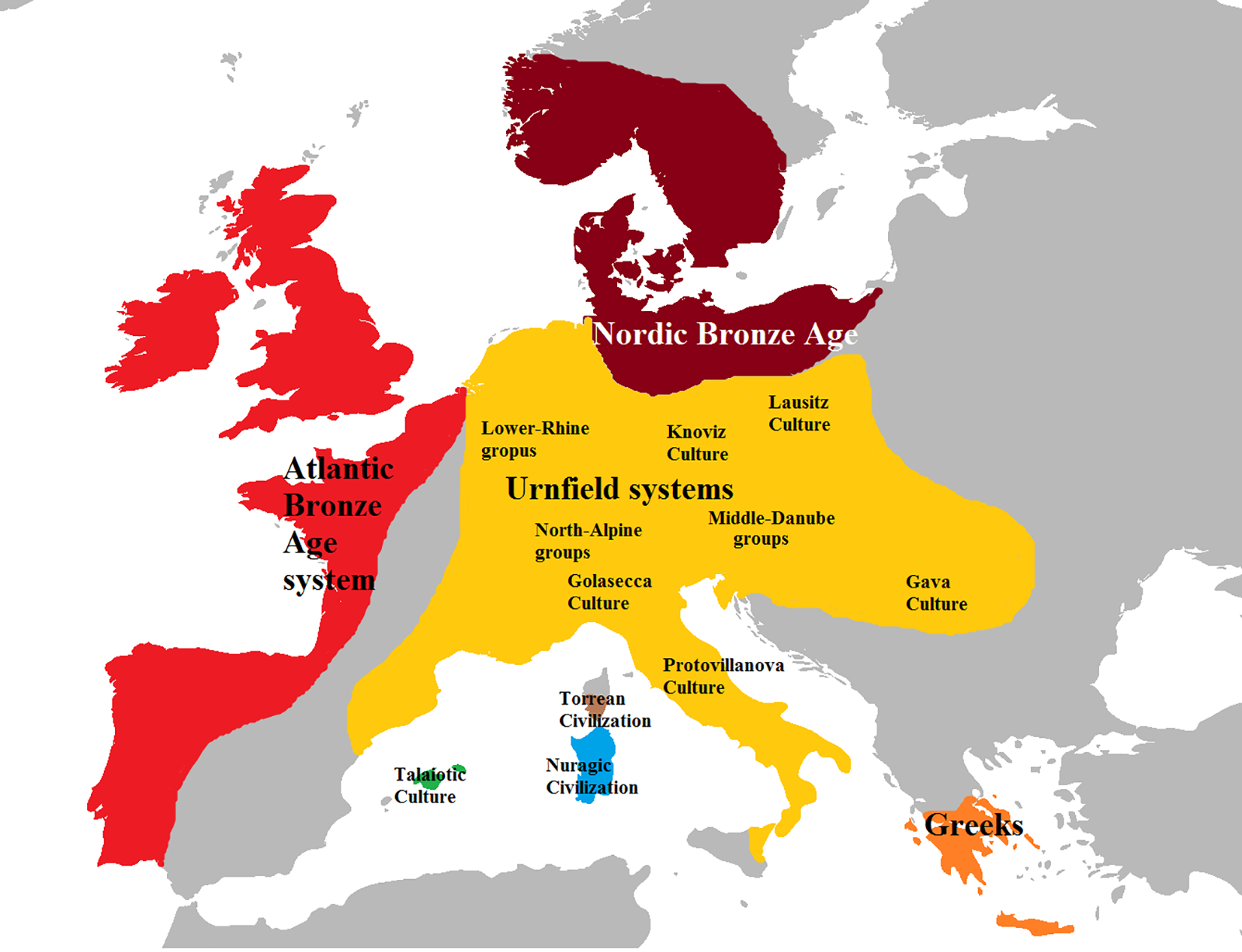
La cultura di Knovíz all'interno della cultura dei campi di urne

La cultura di Knovíz è una delle culture dei campi di urne. Essa discende dalla cultura dei tumuli della media età del bronzo ed era diffusa della Boemia centrale e nord-occidentale. Prende il nome da Knovíz, il luogo del ritrovamento, nelle vicinanze di Slaný, nella Boemia centrale (Repubblica Ceca). Il suo confine settentrionale corrisponde in generale al corso dell'Elba. Essa si estende lungo tutto il periodo dei campi di urne  (1300-800 a. C.), durando perciò più di mezzo millennio. Caratteristiche sono anfore, recipienti a strati e forme a scodella con decorazione con linee a pettine.
La rete dei suoi insediamenti è fitta, sebbene non si tratti sempre di siti contemporanei. Ritrovamenti e tracce di insediamenti sono frequenti. Scheletri di uomini in posizioni innaturali o resti di scheletri nelle fosse degli insediamenti hanno delineato l'immagine di una società dedita al cannibalismo. I membri del gruppo della Unstrut, nella Germania centrale, erano in collegamento con la cultura di Knovíz e praticavano come questa lo smembramento dei cadaveri.

## Sepoltura mediante cremazione

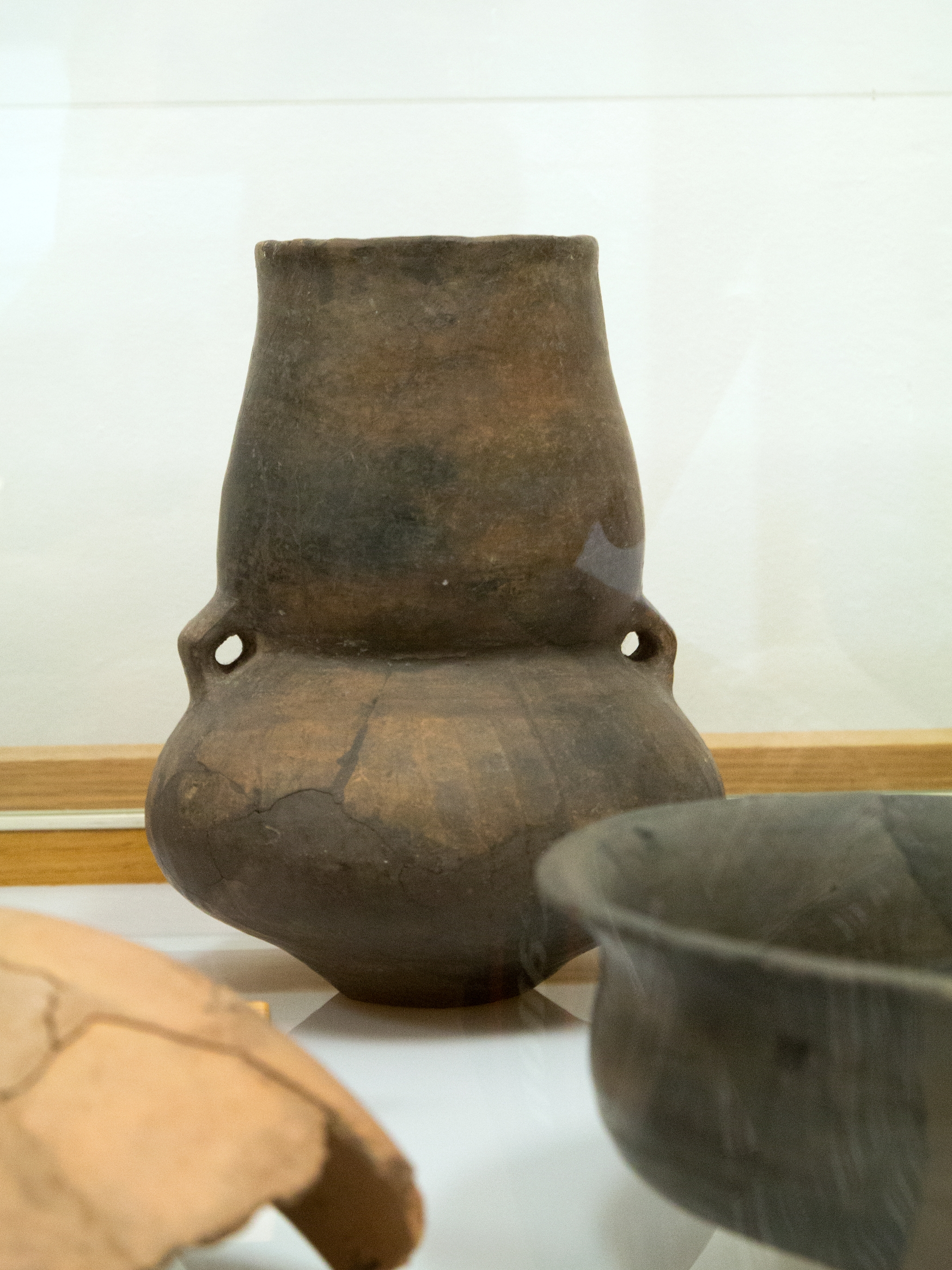
Ceramica

Il rito funebre della cultura di Knovíz è la sepoltura mediante cremazione, che era già conosciuta nella cultura dei tumuli. La forma tombale è la tomba piatta con l'inumazione dell'urna in una fossa. Fungeva da urna un'anfora, un bicono o un recipiente per provviste a forma di anfora. Una divergenza rispetto a questo è la suddivisione delle ceneri in più recipienti. Compare anche la dispersione delle ceneri in una fossa poco profonda, corredata di alcuni frammenti. Tratto distintivo delle tombe a cremazione di Knovíz è un corredo funebre dell'inventario residuo nelle urne, sempre che la sua dimensione lo consenta. Le urne erano a volte coperte con una pietra piatta, altrimenti stavano su una pietra simile. Sul terreno o in mezzo al terreno si trova frequentemente un'apertura (foro dell'anima) con un diametro di circa 2 cm. Ogni tanto la posizione della tomba sembra essere stata contrassegnata (foro del palo per stele di legno). Nella cultura di Knovíz in base al corredo della tomba o a determinati tipi ceramici si possono identificare solo con difficoltà gli attributi delle tombe di uomini, donne e bambini; soprattutto, perché le tombe di Knovíz contengono pochi bronzi.
Una posizione particolare occupano le tombe di cremazione di Knovíz sotto i tumuli (Velká Dobrá vicino a Kladno, tumuli nn. 20, 22 e 56). Si differenziano per la posizione dalle tombe dell'età media del bronzo, che giacciono sotto il tumulo sulla superficie originaria. A differenza dei grandi, ben forniti tumuli nella regione di Žatec (Boemia nord-occidentale) le tombe di cremazione di Velká Dobrá con il loro misero inventario non offrono alcuna possibilità di desumere la posizione sociale dei defunti. Nella necropoli di Manětín-Brdo (distretto di Plzeň-sever) tra le tombe di cremazione semplici ve ne erano alcune, che avevano un corredo più grande delle altre e a una distanza da due a tre metri circa nella loro periferia mostravano pietre più grandi. Resti di un anello di pietra ai piedi di un accumulo del tumulo, come suppone l'archeologa O. Kytlicová.

## Necropoli
In base alla situazione delle necropoli più grandi, si deve supporre che l'incenerimento avvenisse in un sito a ciò riservato. Sono conosciuti siti di cremazione delle salme di Zvírotice nella valle centrale della Moldava, Lety vicino a Praga, Mšec vicino a Rakovník e forse anche di Sedlčany. Nel sito a Zvírotice si sono conservati resti di carbone di legna di faggi (Fagus silvatica) e abeti (Abies pectinata).
Le due maggiori necropoli, rispettivamente con più di 100 e più di 50 tombe, furono portate alla luce già prima della Seconda guerra mondiale nella valle centrale della Moldava. Purtroppo non fu estratto alcun materiale antropologico. Ciò riuscì nella necropoli di Mšec (Distretto di Rakovník), dove di circa 80 tombe rimanevano a malapena solo miseri resti. A Manĕtín-Brdo e Obory (nella regione della Moldavia centrale) furono scavate in entrambe le necropoli quasi 90 tombe. La necropoli di Obory giace in una zona collinare inadatta all'uso agricolo, che però è stata idonea per una pastorizia che poteva sostentare una grande popolazione su un'area relativamente piccola. Ci sono qui ulteriori necropoli non completamente disseppellite e insediamenti documentati da ritrovamenti superficiali, di cui i principali appartengono all'orizzonte temporale di Hallstatt A2. La necropoli vicino a Oboryk, scoperta casualmente, giace in una regione con vecchie prospezioni. In questa parte del paesaggio passano zone metallifere, nei cui affioramenti gli uomini potrebbero aver trovato il rame. È vero che non poté essere reperita nessuna prova di ciò, tuttavia soprattutto l'inventario dei bronzi in quasi la metà delle tombe di Obory fa pensare a questo. In confronto alle tombe contemporanee delle altre parti della Boemia questa è una percentuale elevata. In questo contesto è da notare che nella regione fu avviata una moderna estrazione dell'oro. Qui infatti per la prima volta fu trovata la prova che i rappresentanti della cultura di Knovíz conoscevano e usavano l'oro. Si tratta di un piccolo anello di filo, parte di una collana con coralli di vetro blu.
L'analisi antropologica della parte orientale della necropoli con 44 sepolture mostrava solo i resti di un unico defunto alla volta. Solitamente erano di donne o di persone non adulte. Le donne erano piccole, raggiungevano una statura media di 150 cm e avevano una corporatura gracile. La loro età media era di circa 44 anni. Sarebbe avventato parlare di necropoli separate per le donne e per gli uomini, perché si tratta della prima analisi antropologica di un più vasto complesso di Knovíz.

## Sepoltura dei corpi
La sepoltura rituale dei corpi nella cultura di Knovíz è rara. Della Boemia sono noti solo cinque casi. Quattro di essi sono originari della Boemia nord-occidentale, il quinto (Holubice) della zona di Praga. Si tratta di sepolture in ciste di pietre. Di regola sono tombe con un inventario più ricco. Tenendo conto della loro posizione geografica si intravede in esse un'influenza della regione bavarese-turingiana, dove sono più frequenti. Resta isolata la tomba con corpi di Velká Dobrá (Distretto Kladno), dove per il resto oltre a tombe a tumulo della media età del bronzo, si trovano sotto i tumuli tre sepolture per cremazione di Knovíz. Nella tomba a tumulo n. 24, dove il defunto era adagiato in posizione distesa con orientamento ovest-est, l'inventario data il ritrovamento alla fase iniziale della cultura di Knovíz.
Le sepolture dei corpi in fosse all'interno degli insediamenti di Knovíz, tenendo conto della quantità dei ritrovamenti negli insediamenti, non sono un fenomeno di massa. A conferma di un carattere anomalo, parla la circostanza che si tratta prevalentemente di uomini, in numero minore di bambini. Possono esservi stati diversi motivi che condussero a questo modo di sepoltura. Le interpretazioni si muoveranno sempre nel campo delle ipotesi, poiché le indagini antropologiche nella maggior parte dei casi non porteranno alcuna risposta sicura.
L'antropofagia rituale avvenne verosimilmente solo in via eccezionale e riguarda ritrovamenti di singole ossa umane. Gli autori dell'ultima opera maggiore sugli usi rituali della cultura di Knovíz intravedono nelle persone morte in modo violento in primo luogo sacrifici umani per la divinità della fertilità e della vegetazione. Gli scheletri incompleti nelle fosse sono a loro avviso più frequentemente una prova di esecuzioni che di immolazioni.
Gli autori registrano anche casi di sepolture di massa nelle tombe e oggetti simili, che analogamente ad altri fenomeni erano diffusi frequentemente nel periodo di transizione fra la cultura dei tumuli e quella di Knovíz. È vero che le loro tombe doppie non si svilupparono contemporaneamente, tuttavia la loro distruzione avvenne evidentemente contemporaneamente o a breve distanza di tempo. A parte ceramica frantumata, ossa di animali e un tesoro in oro, sono state trovate numerose ossa umane. Si tratta di ossa sparse, che giunsero nelle tombe già senza le parti molli. Non si può valutare facilmente se si tratti di vittime, secondo l'interpretazione che J. Bouzek e D. Koutecký (1980) danno di fenomeni simili. A Velim si tratta di uno sviluppo che tende alla cultura lusaziana. Il luogo dei ritrovamenti si trova al confine questa regione culturale, dove è evidente un influsso reciproco.

## Archeogenetica

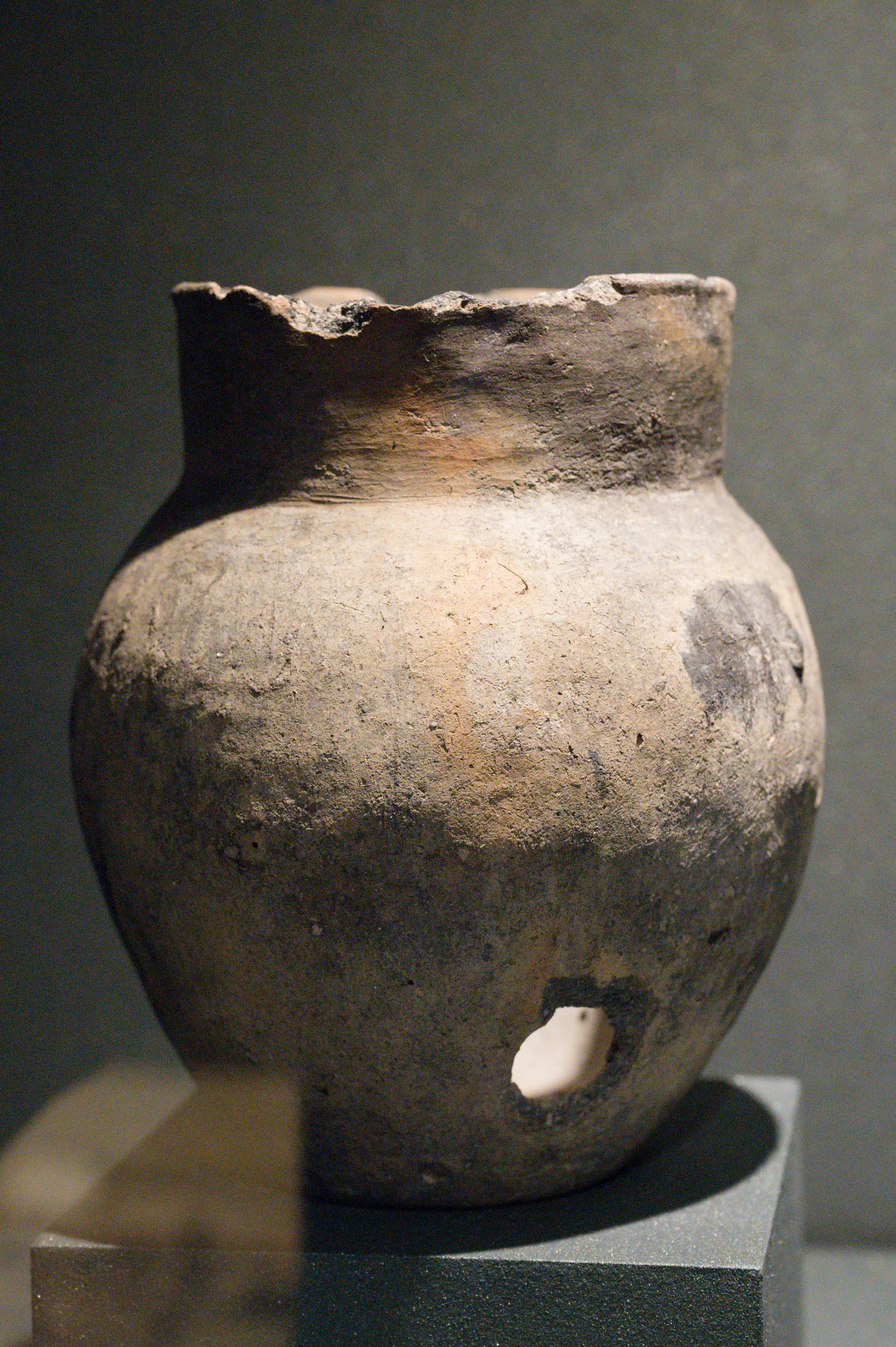
Urna cineraria

Uno studio di Patterson et al. (2022) ha rilevato che l'ascendenza media dei primi agricoltori europei aumentò significativamente in alcune popolazioni dell'Europa centro-settentrionale e della Gran Bretagna durante l'età del bronzo medio-tarda, con i primi individui che mostravano questo profilo di ascendenza trovati nei contesti della cultura di Knovíz. Lo studio osserva che gli individui Knovíz erano geneticamente distinti dai precedenti campioni cechi dell'età del bronzo antico e geneticamente simili agli outliers genetici di Margetts Pit e Cliffs End Farm in Gran Bretagna. Gli autori non sostengono che i loro risultati dimostrino che la popolazione di Knovíz sia la fonte diretta degli individui di Margetts Pit e Cliffs End, ma suggeriscono che questi gruppi potrebbero aver fatto parte di una popolazione comune che si stava espandendo in tutta Europa in quel periodo.
Uno studio del 2025 ha identificato un impatto demografico diffuso della cultura dei campi d'urne dell'Europa Centrale. L'ascendenza associata al suo sottogruppo Knovíz nel bacino dei Carpazi si formò tra i 4000 e 3200 anni fa, e successivamente si estese in gran parte dell'Europa occidentale tra i 3200 e i 2800 anni fa. Questa ascendenza è poi persistita nella cultura di Hallstatt di Francia, Germania e Austria, influenzando anche la Gran Bretagna e la penisola iberica. Questi risultati supportano un modello di un centro di diffusione nell'Europa centro-orientale, piuttosto che occidentale, per una componente importante di tutte le lingue celtiche attestate.